# Arévalo González
Arévalo González est l'une des huit paroisses civiles de la municipalité d'Acevedo dans l'État de Miranda au Venezuela. Sa capitale est El Clavo. En 2011, sa population s'élève à 6 509 habitants.

## Géographie

### Démographie
Hormis sa capitale El Clavo, la paroisse civile possède plusieurs localités :
- Burguillos
- Caño Negro
- El Clavo
- La Concepción
- Las Brisas
- Los Chaguaramos
- Marcelo
- Pele El Ojo
- Urape
- Yaguapa Abajo